# Rein Boomsma
Reinder Boomsma, detto Rein, (Schagen, 19 giugno 1879 – campo di concentramento di Neuengamme, 26 maggio 1943), è stato un calciatore e militare olandese.

## Biografia
Boomsma si trasferisce all'età di 9 anni a Rotterdam, dove viene notato da Kees van Hasselt che lo porta a giocare nello Sparta Rotterdam, squadra in cui rimarrà fino al ritiro avvenuto nel 1907.
Ha giocato anche due partite con la Nazionale olandese, tra cui la prima giocata in assoluto dagli Oranje, il 30 maggio 1905 contro il Belgio ad Anversa.
Il 1º luglio 1898 diventa volontario dell'Esercito dei Paesi Bassi; nel 1939 sarà messo a capo della Vesting Holland con base vicina ad Apeldoorn. All'inizio della seconda guerra mondiale, con l'invasione tedesca diventa un comandante della resistenza nei Paesi Bassi, mantenendo continui contatti con il governo in esilio dei Paesi Bassi a Londra grazie a trasmissioni radio criptate; questo lo farà imprigionare per tre volte: le prime due a Scheveningen e la terza prima a Utrecht, poi a Vught e, infine, nel campo di concentramento di Neuengamme, dove morirà il 26 maggio 1943.

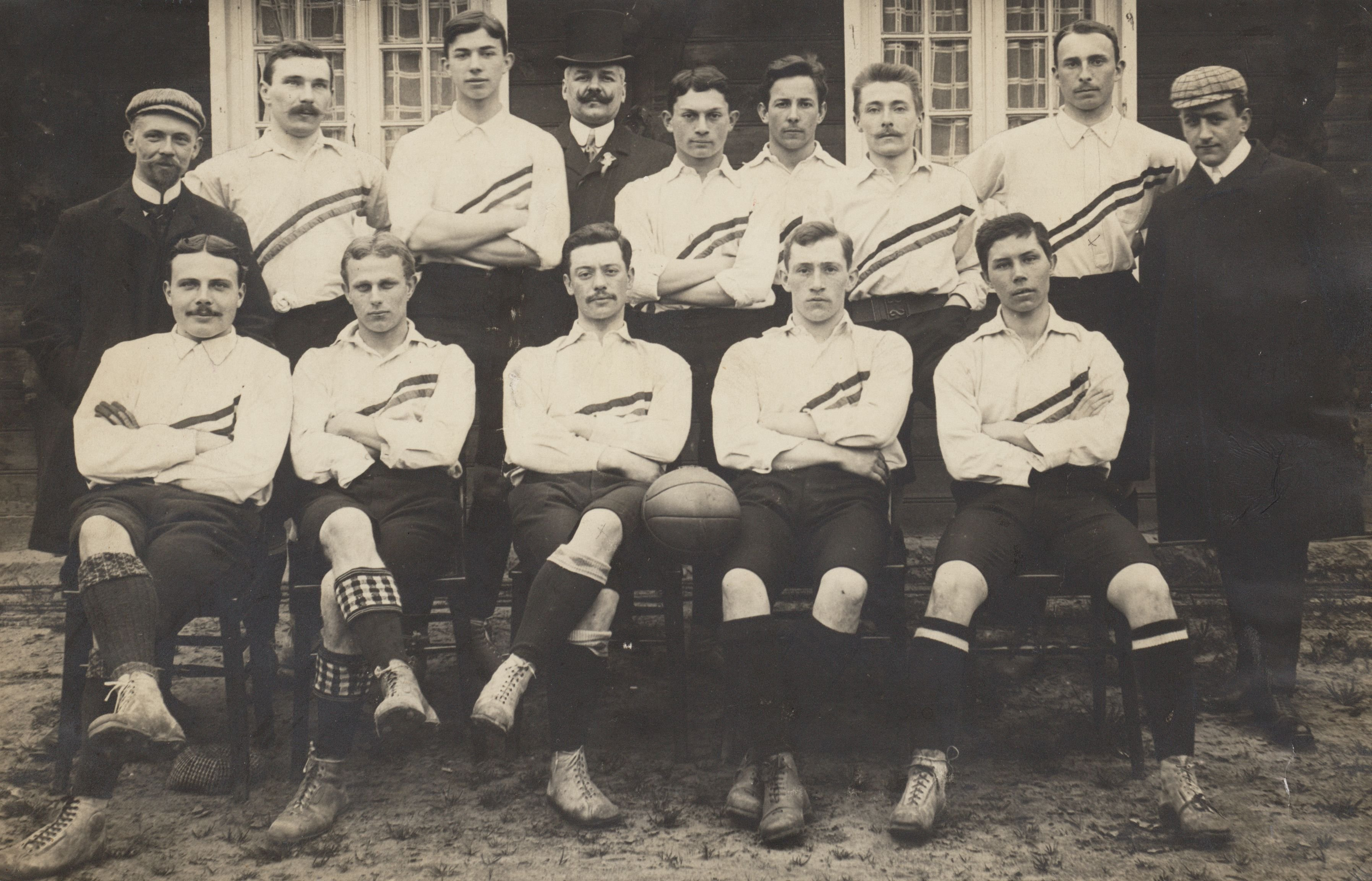
La squadra titolare della prima partita ufficiale della Nazionale olandese

## Statistiche

### Cronologia presenze e reti in Nazionale
| Cronologia completa delle presenze e delle reti in nazionale ― Paesi Bassi | Cronologia completa delle presenze e delle reti in nazionale ― Paesi Bassi | Cronologia completa delle presenze e delle reti in nazionale ― Paesi Bassi | Cronologia completa delle presenze e delle reti in nazionale ― Paesi Bassi | Cronologia completa delle presenze e delle reti in nazionale ― Paesi Bassi | Cronologia completa delle presenze e delle reti in nazionale ― Paesi Bassi | Cronologia completa delle presenze e delle reti in nazionale ― Paesi Bassi | Cronologia completa delle presenze e delle reti in nazionale ― Paesi Bassi |
| Data                                                                       | Città                                                                      | In casa                                                                    | Risultato                                                                  | Ospiti                                                                     | Competizione                                                               | Reti                                                                       | Note                                                                       |
| -------------------------------------------------------------------------- | -------------------------------------------------------------------------- | -------------------------------------------------------------------------- | -------------------------------------------------------------------------- | -------------------------------------------------------------------------- | -------------------------------------------------------------------------- | -------------------------------------------------------------------------- | -------------------------------------------------------------------------- |
| 30-4-1905                                                                  | Anversa                                                                    | Belgio                                                                     | 1 – 4                                                                      | Paesi Bassi                                                                | Amichevole                                                                 | -                                                                          |                                                                            |
| 14-5-1905                                                                  | Rotterdam                                                                  | Paesi Bassi                                                                | 4 – 0                                                                      | Belgio                                                                     | Amichevole                                                                 | -                                                                          |                                                                            |
| Totale                                                                     |                                                                            | Presenze                                                                   | 2                                                                          |                                                                            | Reti                                                                       | 0                                                                          |                                                                            |